# Anogcodes melanurus

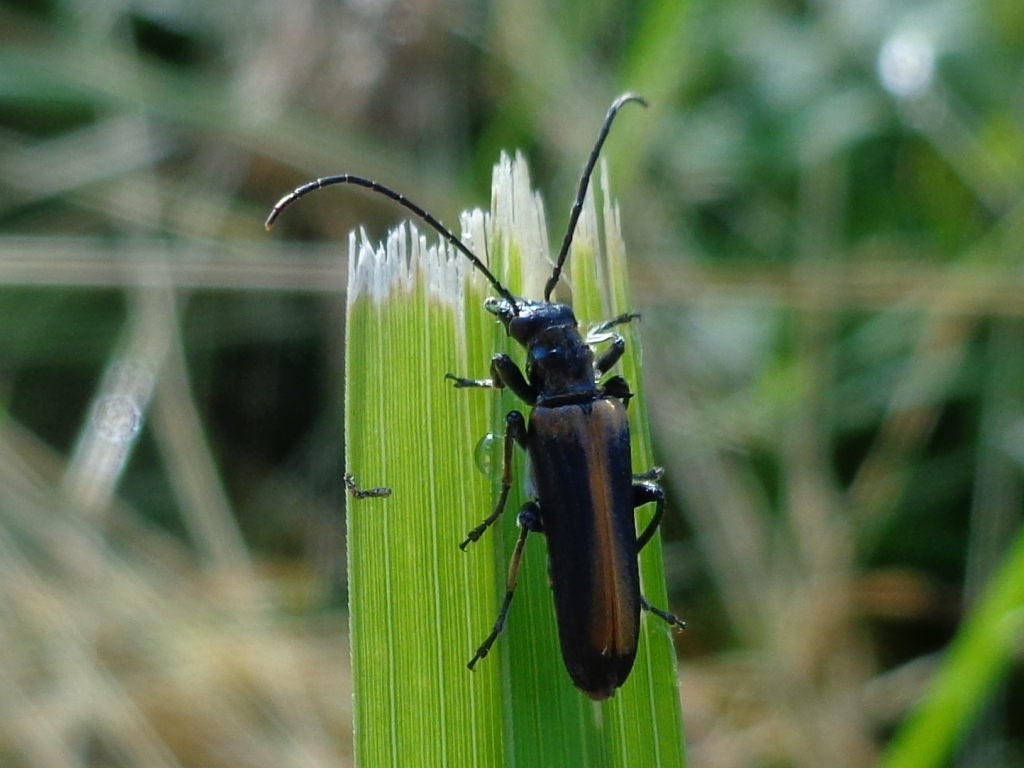
Männchen

Anogcodes melanurus ist ein Käfer aus der Familie der Scheinbockkäfer (Oedemeridae).

## Merkmale
Die Käfer werden 8 bis 12 Millimeter lang. Kopf, Fühler, Beine und Hinterleib sind schwarz. Bei den Geschlechtern gibt es Unterschiede in der Färbung und Gestalt (Sexualdimorphismus). Halsschild und Flügeldecken der Weibchen sind gelbrot gefärbt. Das hintere Ende der Flügeldecken ist schwarz gesäumt. Im Gegensatz dazu ist der Halsschild der Männchen schwarz. Die Flügeldecken der Männchen sind überwiegend schwarz mit Metallschimmer. Sie weisen an der Basis sowie entlang der Naht eine Gelbbraunfärbung auf. Diese erstreckt sich über den ersten Zwischenraum der Flügeldeckenrippen. Bei den Männchen weisen die mittleren Femora nahe dem apikalen Ende einen großen, gekrümmten Zahn auf.

## Verbreitung
Das Vorkommen von Anogcodes melanurus reicht von Mittel- und Südeuropa über Kleinasien bis nach Zentral-Sibirien. In Deutschland fehlt die Art in den Alpen und im Nordwesten. Sie gilt als nicht selten.

## Lebensweise
Die Käfer beobachtet man von Mai bis August. Sie ernähren sich von den Pollen verschiedener Blütenpflanzen wie Hartriegel, Flieder, Spiersträucher oder Doldenblütler. Die Larven entwickeln sich in morschem Holz.

## Taxonomie
In der Literatur finden sich folgende Synonyme:
- Necydalis melanura Fabricius, 1787
- Necydalis ustulata Fabricius, 1787 nec Scopoli, 1763
- Anogcodes ustulata (Fabricius, 1787)

Es ist zu beachten, dass es neben der Artbezeichnung Anogcodes ustulata (Fabricius, 1787) auch Anogcodes ustulata (Scopoli, 1763) gibt. Letztere ist das Synonym zu Anogcodes ustulatus (Scopoli, 1763).